# 大衛·摩根
大衛·摩根（英語：David Morgan，1994年1月1日—）是澳大利亞的一位男子游泳運動員，主要擅長蝶泳。他代表澳大利亞參加了2016年奧運會男子200米蝶泳和4×100米混合泳接力的比賽，並獲得了銅牌。